# Falconer (New York)
Pour les articles homonymes, voir Falconer.
Falconer est un village situé dans le comté de Chautauqua, dans l' État de New York, aux États-Unis. En 2020, il comptait une population de 2 284 habitants, estimée au 1er juillet 2021 à 2 263 habitants.

## Démographie
Lors du recensement de 2020, le village comptait une population de 2 284 habitants. Elle est estimée, en 2021, à 2 263 habitants.